# Rio Thoré
O rio Thoré é um rio que corre nos departamentos de Hérault e Tarn, na França. É afluente do rio Agout, com o qual conflui em Castres.
Da nascente até à foz, percorre os seguintes departamentos e comunas:
- Hérault : Verreries-de-Moussans
- Tarn : Labastide-Rouairoux, Lacabarède, Rouairoux, Saint-Amans-Soult, Saint-Amans-Valtoret, Bout-du-Pont-de-l'Arn, Mazamet, Payrin-Augmontel, Caucalières, Aiguefonde, Labastide-Rouairoux, Aussillon, Labruguière, Navès, Castres.